# Banco BPM
Banco BPM S.p.A. è un gruppo bancario italiano presente in tutta Italia con l'eccezione dell'Alto Adige, operativo dal 1º gennaio 2017, caratterizzato da un forte radicamento locale, in particolar modo in Lombardia (dove è il maggiore operatore con una quota del 15%), in Veneto ed in Piemonte.
Il gruppo, con un attivo di 189 miliardi di euro, 3,7 milioni di clienti, 1.504 filiali, 19.278 dipendenti e una quota di mercato dell'7%, è il terzo gruppo bancario italiano più grande dopo Intesa Sanpaolo e UniCredit e subito prima di BPER Banca.
Il codice ABI del Banco BPM S.p.A. è lo 05034, lo stesso dell'ex Banco Popolare.
La banca è quotata nell'indice FTSE MIB della Borsa Italiana.

## Storia
Il 23 marzo 2016 venne siglato il protocollo d'intesa tra il Banco Popolare (BP, con sede a Verona) e la Banca Popolare di Milano (BPM, con sede a Milano) per l'integrazione delle due banche cooperative. Tale protocollo venne poi ratificato il 24 maggio, rispettivamente dal consiglio d'amministrazione e di gestione delle due banche.
A giugno dello stesso anno, come previsto dagli accordi, venne realizzato un aumento di capitale del Banco Popolare da un miliardo di euro.
Il 15 ottobre 2016 le assemblee, contemporanee, straordinarie dei soci del Banco Popolare con il 99,5% e della Banca Popolare di Milano con il 71,79% dei soci intervenuti, approvarono la fusione, efficace dal 1º gennaio 2017.
I rapporti di cambio vennero determinati in un'azione del costituendo Banco BPM per ogni azione del Banco Popolare e in un'azione del costituendo Banco BPM per ogni 6,386 azioni di BPM; conseguentemente a ciò, al momento della fusione, gli ex azionisti BP rappresentavano il 54,6% del capitale e gli ex BPM il 45,4%.
Il 13 dicembre 2016 venne stipulato l'atto di fusione tra i due istituti, realizzata con la costituzione della nuova società bancaria Banco BPM S.p.A., che all'epoca riuniva circa 25.000 dipendenti, 2.300 filiali e 4 milioni di clienti.

### Quotazione in Borsa
Le nuove azioni del Banco BPM debuttarono alla Borsa Italiana il 2 gennaio 2017 con un rialzo boom del 9,07% raggiungendo i 2,50 € dai precedenti 2,292 € dell'ex Banco Popolare per una capitalizzazione di 3.787,95 milioni di euro.
Il massimo storico, a 3,576 €,  venne raggiunto il 2 ottobre 2017; il minimo di 1,52 € per azione venne invece raggiunto il 25 ottobre 2018.

## Il Gruppo Banco BPM
Il Gruppo opera in Italia in tutti i settori dell'attività bancaria e finanziaria ed è presente anche in altri Paesi europei, con società controllate e filiali, e in Asia, mediante alcuni uffici di rappresentanza.

### Rete commerciale

#### Rete Banco BPM - Marchi (1451 filiali)
- Banca Popolare di Milano
- Banca Popolare di Verona
- Banca Popolare di Novara
- Banca Popolare di Lodi
- Credito Bergamasco
- Banco S.Geminiano e S.Prospero
- Cassa di Risparmio di Lucca Pisa Livorno
- Banca Popolare di Cremona
- Banca Popolare di Crema
- Banco di Chiavari e della Riviera Ligure
- Banco San Marco
- Banca Popolare del Trentino
- Cassa di Risparmio di Imola
- Banco Popolare Siciliano
- Webank

#### Banca d'investimento
- Banca Akros S.p.A. - 100%

#### Banca Private
- Banca Aletti S.p.a. - 100% (52 filiali in Italia)
  - Banca Aletti & C.Suisse S.A. - 100%
  - Aletti Fiduciaria S.p.A. - 100%

#### Bancassurance
- Vera Assicurazioni S.p.A. - 35% (partnership con Credit Agricole)
- Banco BPM Vita S.p.A. - 100% (che controlla interamente Vera Vita S.p.A e BBPM Life Dac)

#### Società di gestione del risparmio
- ANIMA Holding S.p.A. - 89,95%
- Etica Sgr S.p.A. - 19,44%

#### Società di credito al consumo
- Agos Ducato S.p.A. - 39% (partnership con Credit Agricole)

#### Società di leasing e factoring
- Alba Leasing S.p.A. - 39,189%
- SelmaBipiemme Leasing S.p.A. - 40%
- Aosta Factor S.p.A. - 20,69%

#### Società immobiliari, strumentali e partecipazioni
La capogruppo controlla direttamente o indirettamente queste società immobiliari, strumentali o partecipazioni
- Agriurbe S.r.l. (in liquidazione) - 100%
  - Sagim S.r.l. Società Agricola - 100%
- Tecmarket Servizi S.p.A. - 100%
- Cassa di Risparmio di Asti S.p.A. - 9,99%
  - BP Trading Immobiliare S.r.l. - 100%
  - Lido dei Coralli S.r.l. - 100%
  - Mariner S.r.l. - 100%
  - Terme Ioniche Società Agricola S.r.l. - 100%
  - Terme Ioniche S.r.l. - 100%
  - Sirio Immobiliare S.r.l. - 100%
- BPM Covered Bond S.r.l. - 80%
- BPM Covered Bond 2 S.r.l. - 80%
- BRF Property S.p.A. - 65,428%
- Calliope Finance S.r.l. in liquidazione - 50%
- CF Liberty Servicing S.p.A. - 30%
- FIN.E.R.T. S.p.A. (in liquidazione) - 80%
- HI-MTF SIM S.p.A. - 25%
- Veneto sviluppo S.p.A. - 5.268%
- SIA S.p.A. - 5.33%
- Edulife S.p.A. - 10%
- Ge.Se.So. S.r.l. - 100%
- GEMA Magazzini Generali BPV-BSGSP S.p.A. - 33,333%
- Milano Leasing S.p.A. (in liquidazione) - 99,999%
- Immobiliare Marinai d'Italia - 100%
  - Perca S.r.l. - 100%
    - Meleti S.r.l. - 100%
- Partecipazioni Italiane S.p.A. in liquidazione - 100%
- P.M.G. S.r.l. (in liquidazione) - 84%
- S.E.T.A. Società Edilizia Tavazzano S.r.l. (in liquidazione) - 32,5%
- Italfinance Securitisation VH 1 S.r.l. - 9,90%

### Bancassurance
Il 29 giugno 2017 il Banco BPM ha sciolto la partnership assicurativa con Unipol e Aviva per rilevare da queste ultime il 49% delle joint venture rispettivamente in Popolare Vita S.p.A. (ramo vita) e Avipop Assicurazioni S.p.A. (ramo protezione) per un controvalore di 803,4 milioni di euro.
Il 29 marzo 2018 Cattolica Assicurazioni e Banco BPM hanno perfezionato il closing dell’acquisto da parte di Cattolica del 65% in Avipop Assicurazioni e in Popolare Vita con una plusvalenza di 175 milioni e l’avvio di una partnership commerciale nei rami vita e danni sulla rete ex Banco Popolare, per una durata di quindici anni.
Con il completamento dell’iter, Cattolica assume le funzioni di direzione e coordinamento delle compagnie assicurative, mentre Avipop Assicurazioni e Popolare Vita cambiano denominazione sociale in Vera Assicurazioni, con la controllata Vera Protezione e Vera Vita, con la controllata Vera Financial DAC.

### Controllo
Il Banco BPM ha sede legale a Milano ed amministrativa a Verona.
Il Cda al 14 aprile 2021 è composto da quindici membri, con Giuseppe Castagna amministratore delegato e Massimo Tononi presidente.

## Capitale sociale e azionariato
Il capitale sociale sottoscritto e versato è pari a euro 7.100.000.000,00.
Il capitale sociale è suddiviso in n. 1.515.182.126 azioni ordinarie prive del valore nominale.
Gli azionisti con partecipazioni superiori al 3% nel capitale sociale di Banco BPM sono:
- Crédit Agricole SA - 19,80%
- BlackRock - 5,04%
- JPMorgan Chase & Co. - 3,06%

## Dati finanziari
Ecco la tabella con i dati finanziari del gruppo Banco BPM
| Anno | Proventi operativi netti (in milioni di €) | Utile di esercizio (in milioni di €) | Totale dell'attivo (in milioni di €) | Patrimonio netto (in milioni di €) |
| ---- | ------------------------------------------ | ------------------------------------ | ------------------------------------ | ---------------------------------- |
| 2023 | 5.340                                      | 1.260                                |                                      |                                    |
| 2022 | 4.706                                      | 703                                  | 189.686                              | 12.770                             |
| 2021 | 4.511                                      | 569                                  | 200.489                              | 13.096                             |
| 2020 |                                            |                                      |                                      |                                    |
| 2019 | 4.293                                      | 797                                  | 167.038                              | 11.861                             |
| 2018 | 4.772                                      | -56                                  | 160.464                              | 10.259                             |
| 2017 | 4.629                                      | 558                                  | 161.207                              | 11.900                             |